# Гайнетдинов, Юлай Ишбулдович
Юлай Ишбулдович Гайнетдинов (баш. Ғәйнетдинов Юлай Ишбулды улы; род. 1954) — башкирский деятель культуры, фольклорист, кураист; член Союза кураистов Республики Башкортостан (1998).

## Биография
Родился 8 января 1954 года в деревне Верхние Горки (по другим данным — Верхнетавлыкаево) Баймакского района Башкирской АССР (ныне Республика Башкортостан).
Учился в уфимской средней школе-интернате № 1 им. Рами Гарипова (ныне — гимназия № 1 им. Рами Гарипова), затем окончил в 1975 году математический факультет Башкирского государственного университета (ныне Уфимский университет науки и технологий).
С 1975 по 1978 год работал преподавателем в Башкирском государственном университете (ныне Уфимский университет науки и технологий).
В 1978—1984 годах — инженер-программист в Вычислительном центре Управления статистики Башкирской АССР.
В 1984—1989 годах работал учителем специальной музыкальной школы при Уфимском государственном институте искусств (ныне Уфимский государственный институт искусств имени Загира Исмагилова).
В 1989—1991 годах Юлай Гайнетдинов был заведующим отделом Республиканского центра народного творчества.
В 1991—2008 годах — руководитель творческого объединения «Хазина», организованного Башкирской государственной телерадиокомпанией; был ведущим проекта «Хазина», рассказывал о народном башкирском творчестве — как древнем, так и современном.
С июня 2008 года — заместитель руководителя Управления по делам архивов при Правительстве Республики Башкортостан, с 2010 по 2014 год — заместитель начальника Управления по делам архивов Республики Башкортостан.
Юлай Ишбулдович Гайнетдинов — член исполнительного комитета Всемирного курултая башкир, один из учредителей Союза кураистов Республики Башкортостан, член Совета аксакалов Республики Башкортостан.

## Творчество
Юлай Гайнетдинов был учеником Адигама Денисламовича Искужина. В его репертуаре более 100 произведений башкирского музыкального фольклора.
В исполнении Гайнетдинова прозвучали известные произведения «Урал», «Буранбай», «Ғилмияза», «Сыңрау торна» и многие другие. Он был первым исполнителем пьесы знаменитого композитора Анатолия Кукубаева «Ҡурай һәм оркестр өсөн пьеса» («Пьеса для курая с оркестром»). Участник многочисленных конкурсов, проводимых внутри и за пределами Башкортостана.
Юлай Ишбулдович — один из основных организаторов Республиканского конкурса кураистов имени А. Искужина и является постоянным членом его жюри. Он организовал и работает с детским фольклорным ансамблем «Һорнай», откуда вышло много известных кураистов, баянистов и скрипачей.

## Награды
- В 1978 году стал обладателем Гран-при I Конкурса кураистов имени Юмабая Исянбаева.
- Лауреат IX Международного фольклорного фестиваля (Венгрия, 1983).
- Лауреат Государственной премии Республики Башкортостан им. Салавата Юлаева (2002 год, за цикл передач «Хазина» в области возрождения и пропаганды фольклора Башкортостана и России).
- Заслуженный работник культуры Башкирской АССР (1988).
- Народный артист Республики Башкортостан (1994).
- Заслуженный работник культуры Российской Федерации (2003).
- Награждён медалью «За вклад в развитие культурных связей между Японией и Башкортостаном» (2003).